# Natació als Jocs Olímpics d'estiu de 2012 - relleus 4x100 metres estils femenins
La prova dels relleus 4x100 metres estils femenins dels Jocs Olímpics d'Estiu de 2012 es va disputar el 3 i 4 d'agost al London Aquatics Centre.

## Rècords
Abans de la prova els rècords del món i olímpic existents eren els següents:
| Rècord del món | 3' 52" 19 | R.P. de la Xina · Zhao Jing (58.98) · Chen Huijia (1:04.12) · Jiao Liuyang (56.28) · Li Zhesi (52.81)             | 1 d'agost de 2009  | Roma (Itàlia) | [ 2 ] [ 3 ] |
| Rècord olímpic | 3' 52" 69 | Austràlia · Emily Seebohm (59.33) · Leisel Jones (1:05.58) · Jessicah Schipper (56.25) · Lisbeth Trickett (52.53) | 17 d'agost de 2008 | Pequín (Xina) | [ 4 ]       |

Durant la disputa de la prova es va superar el següent rècord:
| Data      | Prova | Nom | Temps     | OR | WR |
| --------- | ----- | --- | --------- | -- | -- |
| 4 d'agost | Final | Estats Units · Missy Franklin (58.50) · Rebecca Soni (1:04.82) · Dana Vollmer (55.48) · Allison Schmitt (53.25) | 3' 52" 05 | OR | WR |

## Medallistes
| Or                                                                            | Plata                                                                        | Bronze                                                        |
| Estats Units · Missy Franklin · Rebecca Soni · Dana Vollmer · Allison Schmitt | Austràlia · Emily Seebohm · Leisel Jones · Alicia Coutts · Melanie Schlanger | Japó · Aya Terakawa · Satomi Suzuki · Yuka Kato · Haruka Ueda |

## Resultats

### Sèries
| Pos. | Sèrie | Línia | Estat           | Nedadors | Temps   | Notes |
| ---- | ----- | ----- | --------------- | --- | ------- | ----- |
| 1    | 2     | 5     | Austràlia       | Emily Seebohm (58.57) Leisel Jones (1:05.96) Alicia Coutts (57.45) Brittany Elmslie (53.44)                                    | 3:55.42 | Q     |
| 2    | 2     | 3     | Japó            | Aya Terakawa (59.19) Satomi Suzuki (1:07.15) Yuka Kato (57.73) Haruka Ueda (53.80)                                             | 3:57.87 | Q     |
| 3    | 2     | 2     | Dinamarca       | Mie Nielsen (1:00.27) Rikke Pedersen (1:07.15) Rikke Møller Pedersen (56.74) Pernille Blume (54.19)                            | 3:58.35 | Q     |
| 4    | 2     | 4     | Estats Units    | Rachel Bootsma (59.70) Breeja Larson (1:06.66) Claire Donahue (58.05) Jessica Hardy (54.47)                                    | 3:58.88 | Q     |
| 5    | 1     | 7     | Països Baixos   | Sharon van Rouwendaal (1:00.98) Moniek Nijhuis (1:06.98) Inge Dekker (57.43) Femke Heemskerk (53.80)                           | 3:59.19 | Q     |
| 6    | 2     | 6     | Regne Unit      | Gemma Spofforth (1:00.02) Siobhan-Marie O'Connor (1:08.10) Jemma Lowe (57.56) Amy Smith (53.69)                                | 3:59.37 | Q     |
| 7    | 1     | 4     | R.P. de la Xina | Gao Chang (1:00.41) Sun Ye (1:08.01) Jiao Liuyang (57.56) Tang Yi (53.40)                                                      | 3:59.38 | Q     |
| 8    | 1     | 5     | Rússia          | Maria Gromova (1:01.53) Yuliya Yefimova (1:05.84) Irina Bespalova (58.33) Veronika Popova (53.87)                              | 3:59.57 | Q     |
| 9    | 1     | 3     | Alemanya        | Jenny Mensing (1:01.02) Sarah Poewe (1:07.19) Alexandra Wenk (58.85) Britta Steffen (52.89)                                    | 3:59.95 |       |
| 10   | 2     | 7     | Suècia          | Sarah Sjöström (1:01.38) Jennie Johansson (1:06.94) Martina Granström (58.46) Michelle Coleman (53.98)                         | 4:00.76 |       |
| 11   | 1     | 2     | Itàlia          | Arianna Barbieri (1:00.80) Michela Guzzetti (1:08.62) Ilaria Bianchi (57.59) Federica Pellegrini (55.19)                       | 4:02.20 |       |
| 12   | 1     | 6     | Canadà          | Julia Wilkinson (1:00.49) Tera van Beilen (1:08.12) Katerine Savard (59.00) Samantha Cheverton (55.10)                         | 4:02.71 |       |
| 13   | 2     | 1     | Espanya         | Duane Da Rocha Marce (1:00.43) Marina Garcia i Urzainqui (1:08.35) Judit Ignacio Sorribes (59.07) Melanie Costa Schmid (55.20) | 4:03.05 |       |
| 14   | 1     | 3     | França          | Laure Manaudou (1:01.09) Fanny Babou (1:09.14) Justine Bruno (1:00.17) Charlotte Bonnet (55.13)                                | 4:05.53 |       |
| 15   | 2     | 8     | Islàndia        | Eygló Ósk Gústafsdóttir (1:01.74) Hrafnhildur Lúthersdóttir (1:09.19) Sarah Blake Bateman (1:00.04) Eva Hannesdóttir (56.12)   | 4:07.09 |       |
| 16   | 1     | 8     | Hongria         | Evelyn Verrasztó (1:03.39) Anna Sztankovics (1:17.43) Zsuzsanna Jakabos (-) Eszter Dara (-)                                    | DSQ     |       |

DSQ - Desqualificades

### Final
| Pos.   | Línia | País            | Nedadors                                                                                                 | Temps   | Notes |
| ------ | ----- | --------------- | --- | ------- | ----- |
| Or     | 6     | Estats Units    | Missy Franklin (58.50) Rebecca Soni (1:04.82) Dana Vollmer (55.48) Allison Schmitt (53.25)               | 3:52.05 | WR    |
| Argent | 4     | Austràlia       | Emily Seebohm (59.01) Leisel Jones (1:06.06) Alicia Coutts (56.41) Melanie Schlanger (52.54)             | 3:54.02 |       |
| Bronze | 5     | Japó            | Aya Terakawa (58.99) Satomi Suzuki (1:05.96) Yuka Kato (57.36) Haruka Ueda (53.42)                       | 3:55.73 |       |
| 4      | 8     | Rússia          | Anastasia Zueva (59.13) Iuliia Efimova (1:04.98) Irina Bespalova (58.59) Veronika Popova (53.33)         | 3:56.03 |       |
| 5      | 1     | R.P. de la Xina | Zhao Jing (59.86) Ji Liping (1:06.94) Lu Ying (56.80) Tang Yi (52.81)                                    | 3:56.41 |       |
| 6      | 2     | Països Baixos   | Sharon Van Rouwendaal (1:00.72) Moniek Nijhuis (1:06.74) Inge Dekker (56.91) Ranomi Kromowidjojo (52.91) | 3:57.28 |       |
| 7      | 3     | Dinamarca       | Mie Nielsen (59.76) Rikke Møller Pedersen (1:06.77) Jeanette Ottesen (56.83) Pernille Blume (54.40)      | 3:57.76 |       |
| 8      | 7     | Regne Unit      | Gemma Spofforth (59.46) Siobhan-Marie Oconnor (1:08.45) Ellen Gandy (57.47) Francesca Halsall (54.08)    | 3:59.46 |       |

WR - Rècord del món